# Böyükdüz (Kəngərli)
Böyükdüz, wcześniej Böyük Düz – gmina (azer. bələdiyyə) i wieś (azer. kənd) w zachodnim Azerbejdżanie, w Nachiczewańskiej Republice Autonomicznej, w rejonie Kəngərli, tworząca wiejski okręg terytorialny (azer. kənd ərazi dairəsi) o tej samej nazwie. Jest jedyną wsią w gminie i w okręgu terytorialnym. Położona jest około 23 km na południowy wschód od siedziby władz rejonu – Qıvraq.
W 2005 roku zamieszkiwały ją 1424 osoby. Mieszkańcy wsi trudnią się między innymi uprawą zbóż i roślin owocowych (w tym migdałowców), hodowlą zwierząt i produkcją pasz. W miejscowości mieści się szkoła średnia (z 21 salami lekcyjnymi), dom kultury, biblioteka oraz placówka służby zdrowia.

## Administracja
Wiejski okręg terytorialny Böyük Düz utworzono 5 października 1999 roku w rejonie Babək. 1 marca 2003 roku nazwę wsi zmieniono na Böyükdüz, tym samym także nazwę gminy i wiejskiego okręgu terytorialnego. 19 marca 2004 roku okręg ten odłączono z rejonu Babək i przyłączono do nowo utworzonego rejonu Kəngərli.
W klasyfikacji Azərbaycan Respublikası Dövlət Statistika Komitəsi (w wolnym tłum. „Państwowy Komitet Statystyczny Republiki Azerbejdżanu”) gminie nadano unikalny kod 10803007, a wsi 10803018.

## Ludzie związani z Böyükdüz
We wsi urodzili się:
- Şükür Əhmədov(inne języki) (1926–1970) – hodowca zwierząt, nagrodzony tytułem Bohatera Pracy Socjalistycznej (1949), zmarł tamże[9],
- Vəli Baxşəliyev(inne języki) (ur. 1955) – archeolog, doktor nauk historycznych, członek korespondent Azerbejdżańskiej Akademii Nauk (azer. Azərbaycan Milli Elmlər Akademiyası)[10],
- Yusif Mirzəyev(inne języki) (1958–1993) – żołnierz, Narodowy Bohater Azerbejdżanu na mocy dekretu Prezydenta Republiki Azerbejdżanu nr 495 z 27 marca 1993 roku[11],
- Anar İbrahimov(inne języki) (ur. 1976 roku) – polityk, od maja 2023 do września 2024 wiceprzewodniczący Zgromadzenia Najwyższego Nachiczewańskiej Republiki Autonomicznej(inne języki) (azer. Naxçıvan Muxtar Respublikasının Ali Məclisi), od września 2024 pełniący obowiązki przewodniczącego tego organu[12],
- İsmayıl Yüzbaşyev Fəzayıl (1997–2020) – żołnierz, odznaczony pośmiertnie między innymi orderem Vətənə xidmətə görə(inne języki) (w wolnym tłum. „Za zasługi dla Ojczyzny”) III stopnia oraz medalem Vətən uğrunda(inne języki) (w wolnym tłum. „Dla Ojczyzny”), pochowany na cmentarzu w Böyükdüz[13].